# Хамчарка (комуна)
Хамчарка (рум. Hamcearca) — комуна у повіті Тулча в Румунії. До складу комуни входять такі села (дані про населення за 2002 рік):
- Балабанча (432 особи)
- Кепріоара (77 осіб)
- Ніфон (753 особи)
- Хамчарка (366 осіб) — адміністративний центр комуни

Комуна розташована на відстані 196 км на північний схід від Бухареста, 33 км на захід від Тулчі, 106 км на північ від Констанци, 44 км на південний схід від Галаца.

## Населення
За даними перепису населення 2002 року у комуні проживали 1628 осіб.
Національний склад населення комуни:
| Національність   | Кількість осіб | Відсоток |
| ---------------- | -------------- | -------- |
| румуни           | 1613           | 99,1%    |
| українці         | 12             | 0,7%     |
| греки            | 2              | 0,1%     |
| росіяни-липовани | 1              | 0,1%     |

Рідною мовою назвали:
| Мова       | Кількість осіб | Відсоток |
| ---------- | -------------- | -------- |
| румунська  | 1619           | 99,4%    |
| українська | 6              | 0,4%     |
| грецька    | 2              | 0,1%     |
| російська  | 1              | 0,1%     |

Склад населення комуни за віросповіданням:
| Релігія       | Кількість осіб | Відсоток |
| ------------- | -------------- | -------- |
| православні   | 1624           | 99,8%    |
| п'ятдесятники | 3              | 0,2%     |
| реформати     | 1              | 0,1%     |